# Ковзанярський спорт на зимових Олімпійських іграх 1968
Змагання з ковзанярського спорту на зимових Олімпійських іграх 1968 проходили в Греноблі на спеціально до цих ігор збудованій в парку міста «Швидкістній ковзанці Гренобля» з штучним льодом, відкритій вітрам та опадам, як і всі ковзанки на той час.
Змагання пройшли з 9 лютого по 12 лютого у жінок, та з 14 по 17 лютого у чоловіків.
У рамках змагань було розіграно 8 комплектів нагород. У змаганнях взяли участь 129 спортсменів (86 чоловік і 43 жінки) з 19 країн. Східна і Західна Німеччина дебютували на Олімпіаді окремими командами. Медаль Ергарда Келлера стала першою золотою нагородою з ковзанярського спорту для Західної Німеччини, як окремої держави. За кількістю отриманих медалей першою стала збірна Нідерландів. На дистанції 500 м у жінок три спортсменки збірної США поділили другу сходинку.

## Розклад
| День   | Дата      | Змагання                 |
| ------ | --------- | ------------------------ |
| День 1 | 9 лютого  | 500 метрів (жінки)       |
| День 2 | 10 лютого | 1500 метрів (жінки)      |
| День 3 | 11 лютого | 1000 метрів (жінки)      |
| День 4 | 12 лютого | 3000 метрів (жінки)      |
| День 6 | 14 лютого | 500 метрів (чоловіки)    |
| День 7 | 15 лютого | 5000 метрів (чоловіки)   |
| День 8 | 16 лютого | 1500 метрів (чоловіки)   |
| День 9 | 17 лютого | 10 000 метрів (чоловіки) |

## Країни—учасниці
| - - Австралія (1) - Австрія (3) - Велика Британія (5) - Італія (4) - Канада (7) - Монголія (3) - Нідерланди (9) - НДР (1) - Норвегія (13) | - - Південна Корея (2) - СРСР (16) - США (15) - Угорщина (3) - ФРН (8) - Фінляндія (8) - Франція (5) - Швеція (11) - Швейцарія (3) - Японія (12) |

В дужках вказана кількість спортсменів від країни.

## Таблиця медалей
| Місце | Країна           | Золото | Срібло | Бронза | Загалом |
| ----- | ---------------- | ------ | ------ | ------ | ------- |
| 1     | Нідерланди (NED) | 3      | 3      | 3      | 9       |
| 2     | Норвегія (NOR)   | 1      | 3      | 0      | 4       |
| 3     | Фінляндія (FIN)  | 1      | 1      | 0      | 2       |
| 4     | СРСР (URS)       | 1      | 1      | 0      | 2       |
| 5     | Швеція (SWE)     | 1      | 0      | 1      | 2       |
| 6     | ФРН (FRG)        | 1      | 0      | 0      | 1       |
| 7     | США (USA)        | 0      | 4      | 1      | 5       |
|       | Усього           | 8      | 12     | 5      | 25      |

## Чемпіони та медалісти
| Дисципліна             | Золото                            | Срібло                                                      | Бронза                    |
| Чоловіки: 500 метрів   | Ергард Келлер · Західна Німеччина | Террі МакДермотт (ковзаняр) · США Магне Томассен · Норвегія | —                         |
| Чоловіки: 1500 метрів  | Корнеліс Веркерк · Нідерланди     | Івар Еріксен · Норвегія Ард Схенк · Нідерланди              | —                         |
| Чоловіки: 5000 метрів  | Фред Антон Маєр · Норвегія        | Корнеліс Веркерк · Нідерланди                               | Петер Ноттет · Нідерланди |
| Чоловіки: 10000 метрів | Юнні Геглін · Швеція              | Фред Антон Маєр · Норвегія                                  | Ер'ян Сандлер · Швеція    |
| Жінки: 500 метрів      | Людмила Титова · СРСР             | Дженні Фіш · США Даянн Голум · США Мері Меєрс · США         | —                         |
| Жінки: 1000 м          | Каррі Геійссен · Нідерланди       | Людмила Титова · СРСР                                       | Даянн Голум · США         |
| Жінки: 1500 метрів     | Кайя Мустонен · Фінляндія         | Каррі Геійссен · Нідерланди                                 | Стін Кайсер · Нідерланди  |
| Жінки: 3000 метрів     | Анс Схут · Нідерланди             | Кайя Мустонен · Фінляндія                                   | Стін Кайсер · Нідерланди  |